# Sammy Drechsel

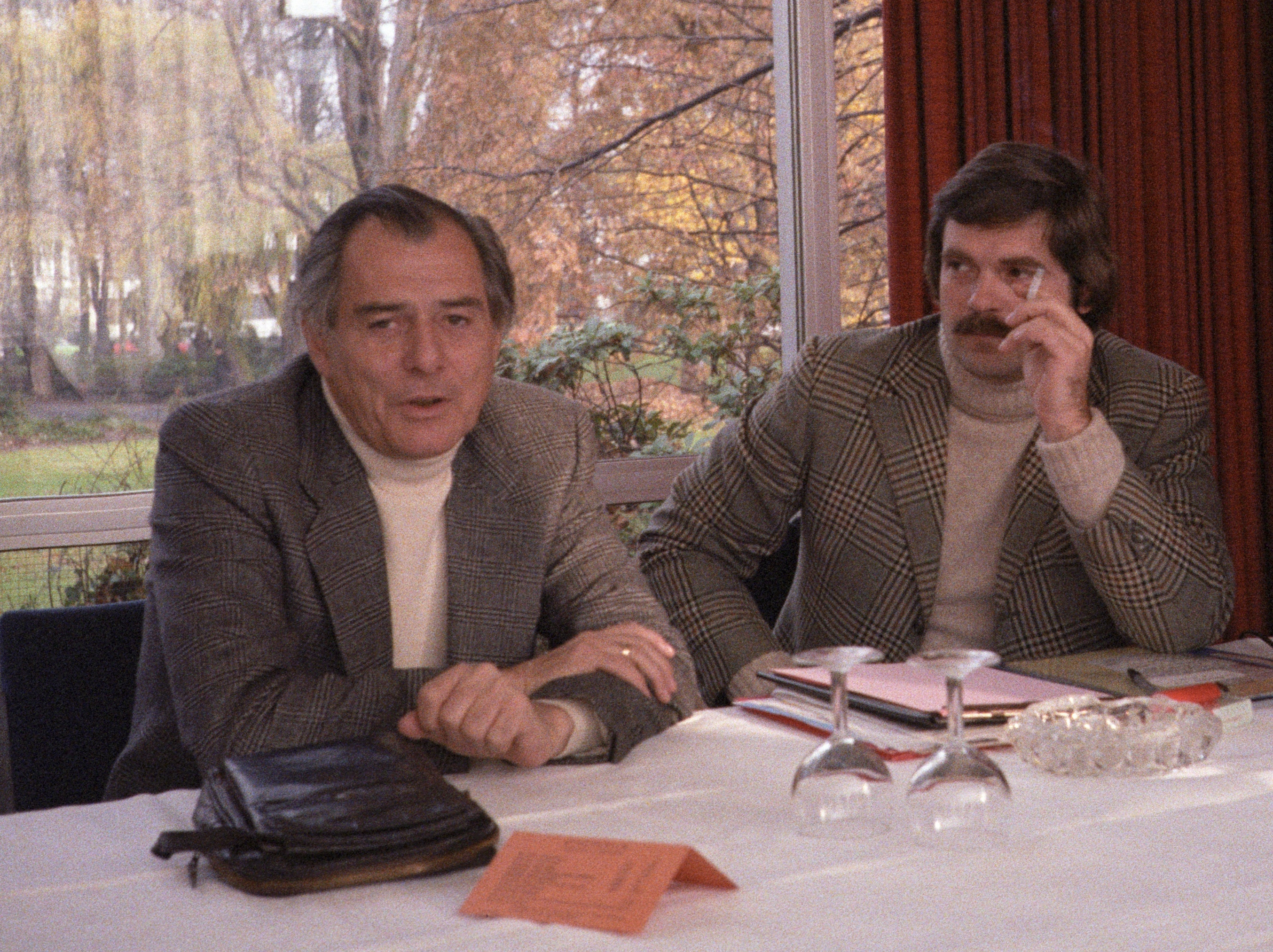
Sammy Drechsel (links) mit Manfred Bloedorn, NDR

Sammy Drechsel (* 25. April 1925 in Berlin; † 19. Januar 1986 in München; mit richtigem Namen Karl-Heinz Kamke) war ein deutscher Journalist, Regisseur und Sportreporter.

## Biografie
Drechsel begeisterte sich bereits als Junge für den Fußball und spielte als Mittelstürmer beim Berliner SV 92, mit dem er die Berliner Jugendmeisterschaft gewann. Nach einer kaufmännischen Lehre wurde er Volontär beim Sportreporter Rolf Wernicke. Während des Zweiten Weltkriegs war er selbst bei verschiedenen Rundfunksendern als Sportreporter tätig, unter anderem bei Radio Berlin. Nach dem Krieg ging er zum RIAS, wo er bis 1950 Zeit- und Sensationsreportagen anfertigte.
Von 1950 bis zu seinem Tod war Drechsel Sportreporter des Bayerischen Rundfunks (Radio). In der nachmittäglichen monatlichen Kindersendung des Bayerischen Fernsehens Sport-Spiel-Spannung moderierte er stets den Sportteil. Der ehrgeizige Hobbyfußballer gründete 1956 auch den Fußballverein FC Schmiere, dem er vorstand und der meist für wohltätige Zwecke mit zahlreichen Prominenten spielte. Drechsel selbst spielte 963 Mal für den Verein und erzielte 1500 Tore. Er war Berichterstatter auf zahlreichen sportlichen Großveranstaltungen. Bei der Fußball-Weltmeisterschaft 1966 kommentierte er unter anderem für die ARD das Halbfinale Deutschland gegen die Sowjetunion, das die deutsche Nationalmannschaft mit 2:1 für sich entschied.
1956 gründete Drechsel gemeinsam mit Dieter Hildebrandt die Münchner Lach- und Schießgesellschaft, deren Leiter und Regisseur er war. Drechsel galt als ein „Hansdampf in allen Gassen“ und führte auch die Studioregie für Hildebrandts TV-Formate Notizen aus der Provinz und Scheibenwischer. Bekannt wurde er außerdem durch sein 1955 erschienenes Jugendbuch Elf Freunde müsst ihr sein, das auch als Hörbuch, gesprochen von seinem Weggefährten Hildebrandt, veröffentlicht wurde.
Einen letzten Kurzauftritt im Fernsehen hatte Drechsel in der Serie Kir Royal (1986) von Helmut Dietl. Die Aufnahmen entstanden, kurz bevor er an Bauchspeicheldrüsenkrebs starb. Er war seit 1962 mit Irene Koss verheiratet. Die Grabstelle des Ehepaars befindet sich auf dem Münchner Nordfriedhof (Grab Mauer rechts Nr. 244).

## Regiearbeiten
- 1954: Die Welt spielt Fußball (Fußball-Weltmeisterschaft 1954)
- 1957: Denn sie müssen nicht was sie tun
- 1958: Bette sich wer kann
- 1958: Im gleichen Schrott und Trott
- 1958: Fußballweltmeisterschaftsfilm 1958
- 1958: Eine kleine Machtmusik
- 1959: Warten auf Niveau
- 1959: Der Widerspenstigen Lähmung
- 1960: Tour de Trance
- 1961: Wähl den, der lügt
- 1962: Überleben Sie mal
- 1963: Halt die Presse
- 1964: Krisen-Slalom
- 1966: Zwei Girls vom Roten Stern
- 1970: Mit Pauken und Plaketten
- 1970: Glücksspirale
- 1973–79: Notizen aus der Provinz
- 1980–82: Scheibenwischer

## Filmauftritte
- 1950: Der Theodor im Fußballtor
- 1950: Sensation im Savoy
- 1956: Kitty und die große Welt
- 1957: Vater, unser bestes Stück
- 1957: Schön ist die Welt
- 1960: Das schwarze Schaf (Sprechrolle)
- 1963: Freundschaftsspiel – Fernsehfilm
- 1968: Die Ente klingelt um ½ 8
- 1968: Bengelchen liebt kreuz und quer
- 1970: Meine Frau erfährt kein Wort (Sprechrolle) – Fernsehspiel
- 1971: Glückspilze – Fernsehfilm
- 1971: Die Meerschweinchenrevue – Fernsehfilm
- 1974: Tatort, Folge: 3:0 für Veigl – Fernsehserie
- 1977: Der Alte – (Folge 1: Die Dienstreise) – Pilotfilm der Serie
- 1982: Fast wia im richtigen Leben – Fernsehserie
- 1985: Kir Royal